# Мозамбік на Олімпійських іграх
Мозамбік дебютував на Олімпійських іграх 1980 року у Москві та з того часу не пропускав жодної літньої Олімпіади. Спортсмени цієї країни завоювали дві олімпійські медалі — обидві здобула легкоатлетка Марія Мутола.
Мозамбік ніколи не брав участі у Зимових Олімпійських іграх.
Національний олімпійський комітет Мозамбіку було створено у 1979, і визнано МОК того ж року.

## Список медалістів
| Медаль | Ім'я         | Ігри         | Вид спорту     | Дисципліна   |
| ------ | ------------ | ------------ | -------------- | ------------ |
| Бронза | Марія Мутола | 1996 Атланта | Легка атлетика | 800 м, жінки |
| Золото | Марія Мутола | 2000 Сідней  | Легка атлетика | 800 м, жінки |